# Jean-Baptiste Madou

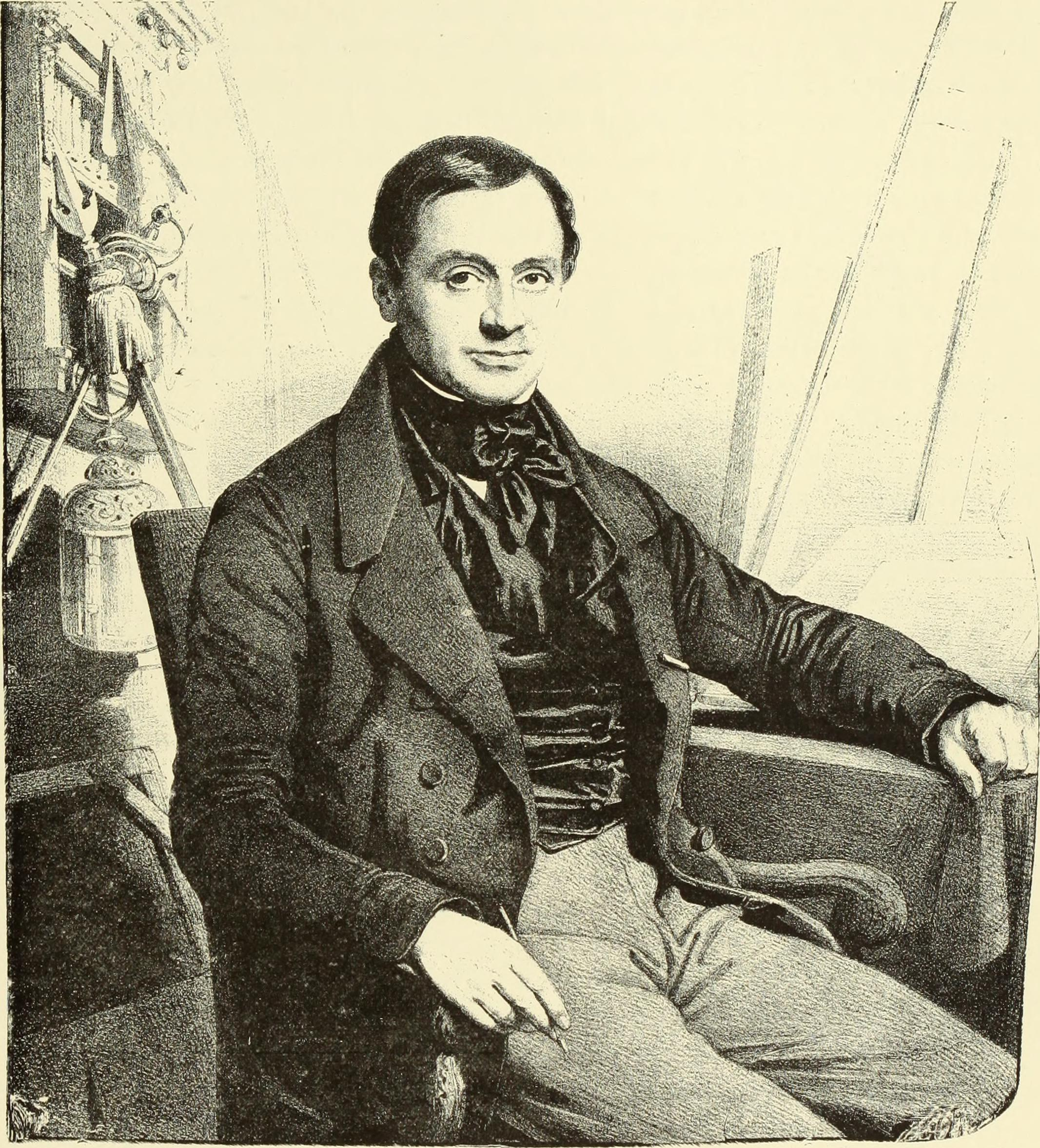
Jean-Baptiste Madou (1836)

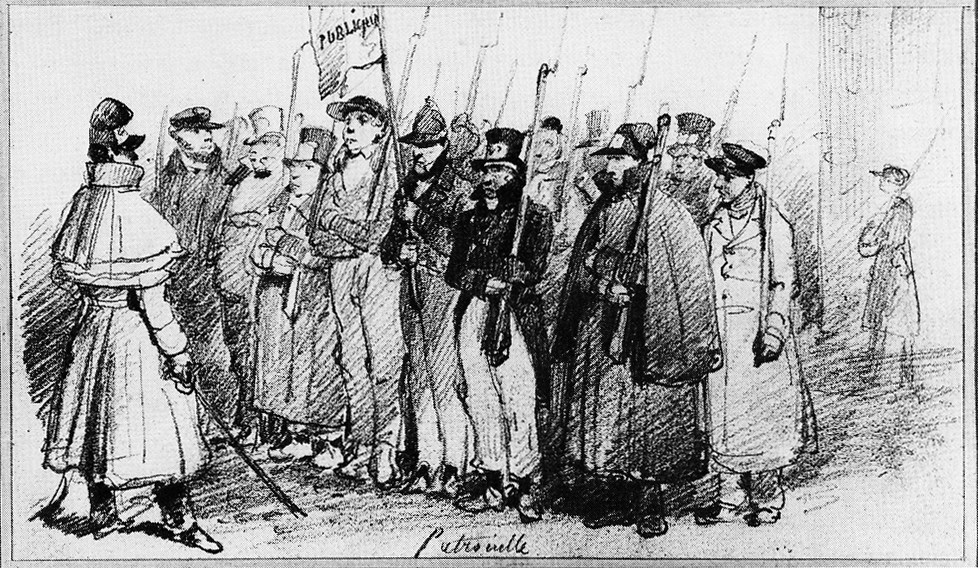
Jean Baptiste Madou: Patrouille, belgische Freiwillige in den Straßen von Brüssel, September 1830

Jean-Baptiste Madou (* 3. Februar 1796 in Brüssel; † 3. April 1877 ebenda) war ein belgischer Maler.

## Leben
Madou machte sich zuerst als Lithograf durch Herausgabe von Sammelwerken über belgische Kostüme, dann einer Physionomie de la société en Europe de Louis IX à nos jours (1835–36) einen Namen. Besonders bekannt sind die Scènes de la vie des peintres de l’école flamande et hollandaise (1840). Seine zahlreichen Öl- und Aquarellbilder behandeln meist Genreszenen aus älterer Zeit. Einige Lithografien zeichnete Madou mit seinem Malerfreund Jean Nicolas Ponsart, wobei Madou die Figuren und Ponsart die Landschaften beisteuerte.
Im Dezember 1845 wurde er Mitglied der Académie royale des Sciences, des Lettres et des Beaux-Arts de Belgique.